# イン・ロンドン (カエターノ・ヴェローゾのアルバム)
『イン・ロンドン』（原題：Caetano Veloso）は、ブラジル人ミュージシャン、カエターノ・ヴェローゾが1971年に発表した、ソロ名義では3作目のスタジオ・アルバム。自身3作目のセルフ・タイトル・アルバムでもあり、便宜上『A Little More Blue』と呼ばれることもある。

## 背景
ヴェローゾは1969年7月よりロンドンへ亡命しており、本作が亡命後初のレコーディングとなった。イギリスでの発売が前提となっていたため、オリジナル曲は英語で作詞されたが、「アーザ・ブランカ（白い翼）」のみポルトガル語で歌われた。歌詞にはヴェローゾの亡命体験が反映されており、本人は本作を「憂鬱さのドキュメント」とジョーク混じりに表現したこともある。
ストリングス・アレンジはフィル・ライアンによる。「ロンドン・ロンドン」は、本作に先駆けてガル・コスタによるカヴァーがアルバム『Legal』（1970年）に収録された。「マリア・ベターニア」はヴェローゾの実妹マリア・ベターニアに捧げられた曲。「イフ・ユー・ホールド・ア・ストーン」は、ヴェローゾが前作『ホワイト・アルバム』でレコーディングした伝承歌「マリニェイロ・ソー」からの引用が含まれている。「イン・ザ・ホット・サン・オブ・ア・クリスマス・デイ」は、当時ヴェローゾと共にロンドンへ亡命していたジルベルト・ジルとの共作。

## 評価
Wade Kerganはオールミュージックにおいて5点満点を付け「彼の以前のアルバムに見られた蛍光色は姿を消し、夢を打ち砕かれた革命家のリアリズムに取って代わられた」「ドラムスやヴェローゾの歌い回しにはブラジル的な感触もあるが、このアルバムはむしろ、ボブ・ディランの『血の轍』やティム・バックリィの『ハッピー・サッド』といった、ダウナーなフォークの名作を思わせる」と評している。また、収録曲「ア・リトル・モア・ブルー（今少しブルーに）」は、ウッデン・ワンドがピッチフォーク・メディアに寄稿した記事「あなたの人生を良くする10の事柄」において「時事問題に共鳴した曲だということを抜きとしても、誰がいかなる主題で書いてきたポップ・ソングの中でも特に美しい曲の一つ」と評されている。

## 収録曲
特記なき楽曲はカエターノ・ヴェローゾ作。
1. ア・リトル・モア・ブルー（今少しブルーに） - "A Little More Blue" - 4:50
2. ロンドン・ロンドン - "London, London" - 4:17
3. マリア・ベターニア - "Maria Bethânia" - 6:54
4. イフ・ユー・ホールド・ア・ストーン - "If You Hold a Stone" - 6:08
5. シュート・ミー・デッド - "Shoot Me Dead" - 3:21
6. イン・ザ・ホット・サン・オブ・ア・クリスマス・デイ - "In the Hot Sun of a Christmas Day" (Caetano Veloso, Gilberto Gil) - 3:18
7. アーザ・ブランカ（白い翼） - "Asa Branca" (Humberto Teixeira, Luiz Gonzaga) - 7:21